# Fordicidia
La Fordicidia fue una fiesta religiosa romana de la Antigüedad dedicada a la fertilidad. La celebración se consumaba el 15 de abril del actual calendario gregoriano e incluía el sacrificio animal de una res embarazada en honor a Tellus, antigua deidad nativa relacionada con la Tierra Madre.
La celebración de la Fordicidia coincidía con las fiestas de Ceres, las Cerealias, celebradas entre el 12 y el 19 de abril.
- Datos: Q1437060